# متنزه الشارقة الوطني
متنزّه الشارقة الوطني هو متنزه وطني في الإمارات العربية المتحدة. يقع على الطريق الرابط بين الشارقة والذيد على بُعد 3 كيلومترات من جسر مطار الشارقة الدولي. ويُغطي ما يقرب من 630.000 متر مُربع.
يضمّ المتنزّه العديد من المرافق الترفيهية والمُتمثلة في منطقة مُخصصة للعب الأطفال ومنطقة ألعاب إلكترونية وملاعب رياضية تشمل ملعب لكرة القدم وملعب لكرة اليد وآخر لكرة السلة، وتوفّر قطار يأخذ الزوار في جولة بمختلف أرجاء الحديقة، وكذا بركة البط. أمّا المرافق الخدمية التي يُوفرها المتنزّه فتتمثل في كافتيريتان لتناول الطعام وحمامات عامة ومسجد ومصلى مُخصص للنساء.